# 印第安人頭檢驗圖

印第安人頭檢驗圖

印第安人頭檢驗圖是一款由美國無線電公司（RCA）作爲TK-1單像管的一部分於1939年發明的黑白電視檢驗圖。它得名于檢驗圖中出現的印第安人頭像。

## 電視廣播
印第安人頭檢驗圖在1947年以後逐漸為美國戰後嬰兒潮一代所熟知，它通常會在電視收播后跟隨著美國國歌出現。印第安人頭檢驗圖也曾在加拿大使用過，同樣是在深夜收播后伴隨著加拿大國歌出現在電視屏幕上。其他已知使用過印第安人頭檢驗圖的國家還包括委内瑞拉和瑞典。
印第安人頭檢驗圖在電視上十分常見：除了在一天收播后出現之外，在早晨6點開播前也會短暫出現在電視上；甚至會在早間出現在一些通常於10或11點才開始播出午間地區節目的低預算電視臺信號裏 。
從1950年代後期開始，這款檢驗圖的出現頻率開始降低；因爲新型電視廣播設備所需要的檢修次數變少了，從而使得這款檢驗圖有機會播出的時段——如收播和開播前的短暫時間——更爲縮短。
在印第安人頭檢驗圖時代趨近結束之時（大約1970年代後期），一些電視臺不再播出檢驗圖，而是在收播后通過自動控制系統直接關閉電源；如此一來，在一天的節目結束后，取代印第安人頭檢驗圖及其正弦波背景音的是俗稱為“雪花”或“蟲子”的電視雜訊。電視雜訊的出現也反映了當時音頻與視頻類比訊號載體的缺失。一直到數碼電視的出現，電視才有了雜訊屏蔽功能。

## 系統工具

印第安人頭檢驗圖細部隔行掃描

印第安人頭檢驗圖的主體部分並非實際存在的卡片，而是由TK-1單像管攝像機直接產生的單色视频信号。
RCA TK-1單像管攝像機是一個安裝在19英寸機架内，上面包含了一套置於钢制抗磁化屏蔽層内部的操作阴极射线管所必須的电子电路的基座。而其中的阴极射线管部分就是被稱為單像管的電視攝影機真空管，它因只能顯示一張靜態的檢驗圖像而得名。單像管内置一張比例經過精確調整的，由碳作油墨印刷於鋁制靶板上印刷圖案而成的檢驗圖實體。這塊比例準確的檢驗圖實體使得節目制作室使用的顯示器或家用電視能夠調整任何如圓形變成卵形等可能出現的圖像扭曲。當顯示器或電視機通過檢驗圖正確調整后，顯示的圖像長寬比將會是4:3。4:3的標準是由美國國家電視標準委員會（NTSC）所制定，其目的是為了與電影圖像相适應，因爲16毫米與35毫米膠片都採用此比例。
在顯示器通過印第安人頭檢驗圖調試完后，電視節目制作室將會用攝影機拍攝一張通常是固定在支架上的印有檢驗圖案的硬紙板，然後再根據單像管攝像機在顯示器上所成的像對攝影機進行調試。
檢驗圖同樣會通過電視訊號傳播到一般電視觀衆與電視維修工處。爲此，檢驗圖中還加入了各式各樣的圖案以輔助進行焦距、對比度以及分辨率的調整。例如檢驗圖中心與四角上的靶狀圖案就能夠幫助對偏转线圈與振荡器振幅做出調整以修正圖像的中心點，枕形失真，以及圖像大小。
檢驗圖通常伴隨著頻率為400或1,000赫茲的正弦波背景音播出，該聲音訊號可以用來測試電視的聲音系統是否在正常工作。如果該聲音訊號沒有出現雜音，則電視接收到的其他音頻訊號也不會出現扭曲。400赫茲的正弦波相較1,000赫茲的更爲柔和，適合需要經常調試電視聲音系統的技工使用。

## 文化符號

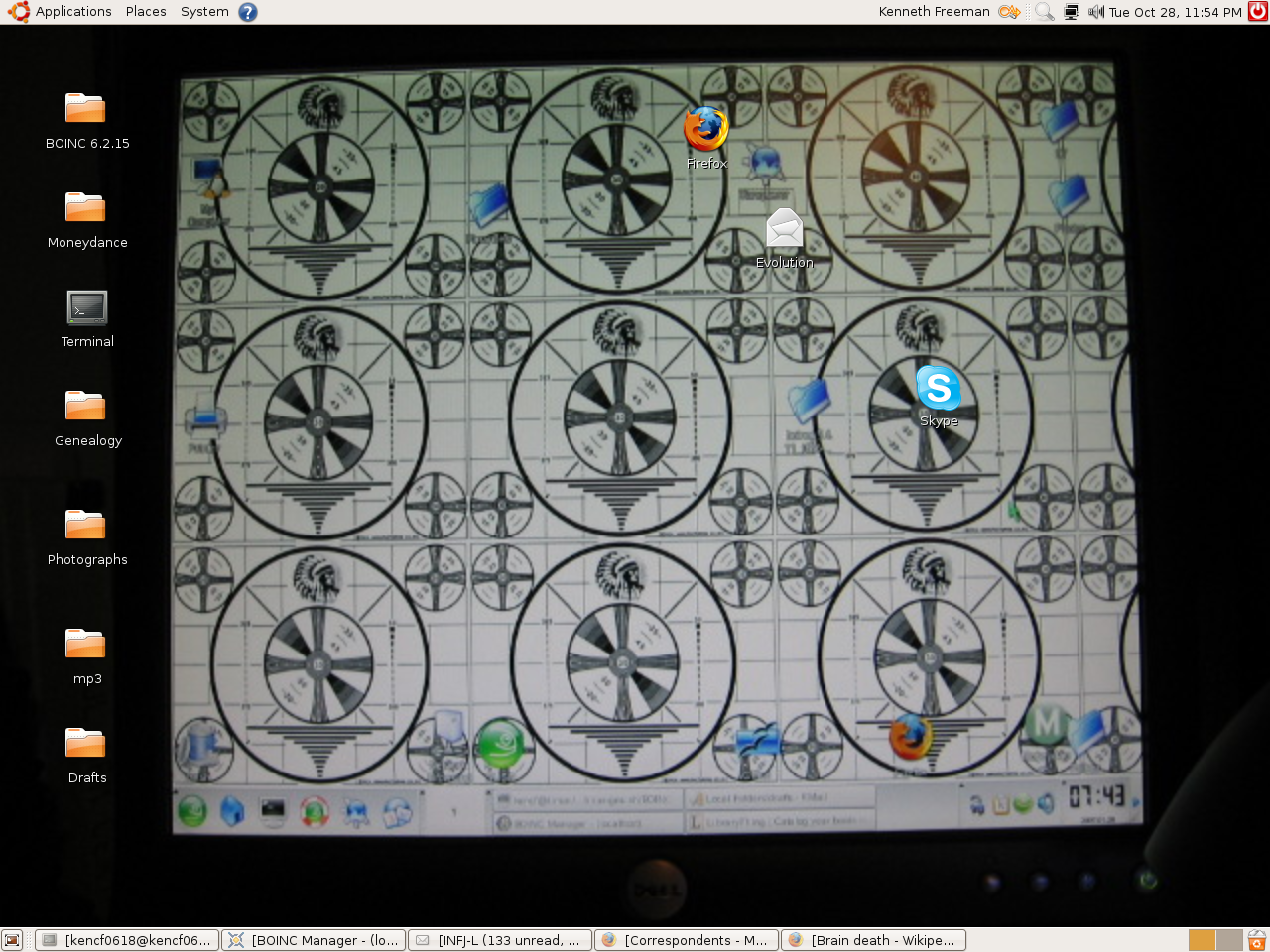
一台使用印第安人頭檢驗圖作爲壁紙的Linux電腦

印第安人頭檢驗圖的實體雖然在電視系統調試時只起到次要作用，但卻經常被保存下來作爲紀念品。不過，大部分單像管尚未打開就隨著裏面的檢驗圖實體被丟棄。
印第安人頭檢驗圖的原稿在1938年由一位名叫布魯克斯的藝術家創作。原稿在1970年代拆除RCA工廠時由一位拆遷工人無意間發現。這位工人將其保存了近30年，最終通過互聯網將其賣給了一位電視檢驗圖收藏家。
目前，大部分的電視臺都不再於夜間停止廣播，轉而播放電視購物節目、深夜新聞節目、老電影等等。但是印第安人頭檢驗圖作爲一段歷史的象徵始終被保留著，一些商家甚至將其製作成夜燈的形式出售（如1997年至2005年間Archie McPhee公司銷售的夜燈），讓人們緬懷過去在深夜節目前睡着、隨後又在伴隨著印第安人頭檢驗圖出現的正弦波嘈杂下驚醒的往昔歲月。

## 內文腳註
1. ↑  “雪花”的名稱是來自于採用正極性調製的電視系統所顯示的黑色背景上的白色閃爍點。而採用負極性調製的電視系統（例如美國與日本等地採用的NTSC系統）顯示的圖案則更像是白色背景上的黑色閃爍點，“蟲子”因此得名。
2. ↑  電視的“雪花”雜訊與“白噪音”無關。“雪花”雜訊是因其形似夜晚雪花飄落而得名，白噪音則是因其功率譜與白光光譜相似而得名。
3. ↑  系統用被稱為陰極射綫的電子束掃描靶板。當電子束擊中碳圖像部分時，碳會阻礙電流通過，從而產生黑色視頻訊號。而當電子束擊中金屬部分時電流則能無阻的通過，從而生成白色視頻訊號。
4. ↑  並不包括寬銀幕電影鏡頭35毫米寬熒幕膠片，這種格式的電影無論在早期電視還是在後期的類比電視播放的帶黑邊的寬屏電影中都很難見到。偶爾會發生電視臺使用標準的电视电影机播放寬頻電影的事件，從而在屏幕上產生又高又瘦，格雷考式的人像。而在播放演職員名單時又會使得屏幕兩端的字幕無法顯示，這通常會違反電視臺播放電影的合約。
5. ↑  类比电视单声道音频的传输信号与FM广播的单声道音频信号几乎一样。但是两者的立体声信号则完全不同。
6. ↑  Archie McPhee公司的印第安人頭檢驗圖夜燈和其他兩款電視檢驗圖夜燈一起出售：RCA TK-1印第安人頭（1950年代），SMPTE色彩檢驗圖（1960年代），以及冷戰時期緊急廣播系統（EBS）的信號測試圖案（“這是測試！這只是一個測試！”）。

## 外部連結
- （英文）The Indian Head Test Pattern original master art （页面存档备份，存于） — rescued from an RCA dumpster in 1970
- （英文）Picture and detailed description of an RCA TK-1 Monoscope （页面存档备份，存于）
- （英文）mire.project - Street art work about test patterns